# 三门路站
三门路站位于上海杨浦区淞沪路、三门路闸殷路口，为上海轨道交通10号线的地下车站。于2010年4月10日启用。本站未来可换乘20号线。

## 车站结构

### 楼层分布
| 地面层   | 出入口             | 3、6出入口                                  |  |  |
| 地下一层 | 站厅               | 票务服务、自动售票机、人工服务台            |  |  |
| 地下二层 | ①站台              | █ 10号线 往虹桥火车站或航中路（江湾体育场） |  |  |
|          | 岛式站台，左侧开门 |                                             |  |  |
|          | ②站台              | █ 10号线 往基隆路（殷高东路）               |  |  |

## 出口
| 出口编号            | 出口指示       | 照片 |
| ------------------- | -------------- | ---- |
| 3 · 出口 · （设有） | 淞沪路，闸殷路 |      |
| 6 · 出口            | 淞沪路         |      |
| 图例： 设有         |                |      |

## 接驳交通

### 公交
8、55、61、99、140、168、187、307、329、406、537、538、749（临时）、758、910、937、942、966